# グリモア (企業)
株式会社グリモア (英: grimoire co., ltd.) は、東京都目黒区に本社を置き、モバイル向けゲームアプリの開発・運営などを主な事業とする日本の企業。Happy Elements株式会社の完全子会社。

## 概要
2014年4月にドリコムの完全子会社として設立され、2016年11月にHappy Elements株式会社が買収し同社の完全子会社となった。
2015年4月よりスマートフォン向けゲーム『ブレイブソード×ブレイズソウル』をiOS、Androidにてサービス開始。
企業ビジョンは“中二病を救う”、合言葉は“大真面目に悪ふざけ”。
2018年4月からBS日テレの「キズナアイのBEATスクランブル」の番組スポンサーを務めていたが、4月24日に社長の神谷友輔がTwitter上にて「視聴者やユーザー、スポンサーをバカにしている」との理由からスポンサーの降板を発表した。

## 開発ゲーム

### サービス継続中、または発売中のゲーム
| 発売日       | 作品名                        | プラットフォーム |
| ------------ | ----------------------------- | ---------------- |
| 2015年4月8日 | ブレイブソード×ブレイズソウル | iOS / Android    |